# Верниковский, Фёдор Михайлович
Фёдор Миха́йлович Вернико́вский (11 ноября 1861 года, село Дудичи Минской губернии, — конец 1930-х годов) — православный деятель в межвоенной Польше, председатель президиума Центрального белорусского православного комитета.

## Биография
Происходил из семьи псаломщика. Учился в Минских духовном училище и семинарии, в технологическом институте и на курсах хозяйства, садоводства и огородничества в Петербурге. Работал в Крестьянском поземельным банке, Западной экспедиции по осушению полесских болот и орошению южных земель, Министерстве земледелия и государственных имуществ Российской империи. В 1906 году командирован в 1-ю Государственную думу в качестве консультанта комиссии по земельным улучшении хозяйства в России.
После выхода в отставку жил в Минске, работал в минских банках, был избран в городскую думу. В декабре 1917 — апреле 1918 казначей Минского белорусского народного представительства, в апреле 1918 года кооптирован в Совет Белорусской Народной Республики (БНР). По предложению председателя Народного секретариата БНР Иосифа Воронки меціўся(?) на должность народного секретаря по делам беженцев. В правительстве БНР во главе с Романом Скирмунтом был государственным казначеем (с июня 1918), в правительстве БНР во главе с Яном Средой — народный секретарь торговли и промышленности, хозяйства, государственный контролер. Ревизовал белорусские организации на Украине. В правительство БНР, который возглавил Антон Луцкевич, не вошёл, так как не разделял социалистических взглядов последнего. Входил в состав экономической, финансовой и контрольной комиссии Рады БНР. В декабре 1918 года вместе с друзьями Рады БНР и правительства Луцкевича переехал в Вильно, затем — в Гродно. Был членом Белорусского национального комитета в Гродно, входил в состав Центральной белорусской рады Виленщины и Гродненщины.
В 1919—1920 годах председатель беженского комитета и общества «Белорусская хатка», распорядитель и заместитель председателя белорусского культурно-просветительного общества «Родина» в Гродно, председатель общественного собрания «Беларуская хата» и беженского комитета, казначей культурно-просветительного общества «Заранка» и белорусского детского приюта. С августа 1919 — во Временном Белорусском национальном комитете в Минске, администратор Белорусского театра в Минске. Исполнял также обязанности советника и ответственного за ўзаемакантакты(?) с Церковной радой Минской православной епархии.
После 1921 года жил в Вильнюсе. В 1928—1929 годах редактор газеты «Гражданин», журнала «Белорусский рядный». Принимал активное участие в общественном движении по белоруссизации Православной церкви в Западной Беларуси. В 1930 году в Вильнюсе на конференции представителей белорусских православных организаций, на которой был создан Белорусский православный комитет по белорусизации Церкви, Верниковский был избран его председателем. Один из организаторов Белорусского культурно-просветительного общества «Просвета».